# 23663 Kalou
23663 Kalou è un asteroide della fascia principale. Scoperto nel 1997, presenta un'orbita caratterizzata da un semiasse maggiore pari a 2,3933085 UA e da un'eccentricità di 0,0620325, inclinata di 7,08666° rispetto all'eclittica.
L'asteroide è dedicato alla moglie dello scopritore Caroline Schneider Meunier, detta Kalou.